# Costa Rica (Mato Grosso do Sul)
Koordinaten: 18° 33′ S, 53° 8′ W

Lage von Costa Rica im Bundesstaat Mato Grosso do Sul

Costa Rica ist eine Kleinstadt im Osten des brasilianischen Bundesstaats Mato Grosso do Sul, 40 km vom Eingang des Emas-Nationalparks in Goiás entfernt.
Der Ort liegt auf einer Höhe von 641 m. Er wurde am 12. Mai 1980 als eigenes Municipio gegründet. Ursprünglich war es der Sitz eines Landguts, der Fazenda Imbirussu. Die Fläche ist mit 5.741 km² enorm. Die Einwohnerzahl beträgt 16.318 (Schätzung 2005), der Index der menschlichen Entwicklung 0,798. Der Bürgermeister (2009–2012) ist Jesus Queiroz Baird (PMDB).
Das Munizip grenzt im Norden an Mato Grosso, im Osten an Chapadão do Céu in Goiás, im Südosten an Chapadão do Sul, im Süden an Água Clara, im Südwesten an Camapuã und im Nordwesten an Alcinópolis.

## Sehenswürdigkeiten
- Salto Magestoso do Rio Sucuriu: (2 km) ein mächtiger 76 m hoher Wasserfall
- Saltinho: (2 km) eine Reihe kleiner Fälle nahebei
- Lages (16 km): ein kleiner Canyon mit Wasserfällen und Schwimmbecken
- 1° Salto Sucuriu bzw. Salto Rapadura: eine Reihe von Fällen an der Grenze zu Goiás
- Salto da Água Emendada: ein Fall von 80 m am Rio Taquari
- Cachoeira das Araras: in einem tiefen Tal ein landschaftlich schöner Fall von 30 m in Cerrado-Vegetation
- Furnas e Canyons: (40 km) bilden eine Gruppe von Schluchten Jauruzinho, Taquarizinho, Engano, Mutum, Furnas
- Borda da Serra da Boa Vista: (40 km) Abhänge der Serra das Araras mit Schluchten
- Água Santa: (30 km) ehemalige Geysire
- Orquidário Natural: (12 km) ein 400 m großer Sandsteinblock, der einen natürlichen Garten von Orchideen, Bromelien und Kakteen bildet
- Ponte de Pedra: (60 km) der Rio Sucuriu bildet zwei Arme, einer fließt unter einer natürlichen Brücke
- Gruta da Verdade: eine Grotte mit einem smaragdgrünen See und Biolumineszenz durch Termiten am Anfang der Regenzeit
- Gruta do Tope da Pedra: eine Grotte mit Felsmalereien
- Viehzucht: auch heute kann man dort noch den Alltag erleben